# Motín del penal El Sexto
El Motín del penal El Sexto fue un amotinamiento de presos ocurrido el 27 de marzo de 1984 en el interior del Penal El Sexto ubicado en Lima, capital del Perú. Este centro penitenciario había ganado renombre internacional gracias a la novela del mismo nombre del escritor peruano José María Arguedas. El motín se convirtió en uno de los episodios de violencia más conocidos de la historia republicana del Perú debido a la cobertura que recibió por parte de los canales de televisión que transmitieron en vivo durante las 15 horas que duró e incluso llegó a interrumpir programación para propalar actos de violencia que fueron presenciados a nivel nacional. En 1993, el motín sirvió como base para el rodaje de la película peruana Reportaje a la muerte. Asimismo, motivó el desalojo del desvencijado y hacinado edificio que fue clausurado 2 años después, el 8 de marzo de 1986, durante el primer gobierno de Alan García.

## Historia

### Inicio del motín
Alrededor de las 10:00 a. m. del 27 de marzo de 1984, mientras se servía el desayuno a los reclusos, se inició la revuelta cuando el recluso Víctor Ayala, alias Carioco acuchilló al empleado que llevaba las ollas con la comida. Los reclusos Luis García Mendoza, alias Pilatos, y Eduardo Centenaro Fernández, alias La tía Eduardo, a la cabeza de otros 10 reclusos más (conocidos con los alias de Beto, Chalaco, Chino Sakoda, Pajarito, Papi y otros) provistos con pistolas, cuchillos y cargas de dinamita tomaron como rehenes a 11 civiles y 3 reos. Los civiles eran los trabajadores penitenciarios Alfonso Díaz, Magda Aguilar, Luis Arrese, Marcos Escudero, Amelia Ríos de Coloma, Carmen Montes, Walter Corrales, Segundo Días Velásquez, Luis Morales, Rolando Farfán Candia y Carlos Rosales Arias. Los reos fueron los narcotraficantes Guillermo Cárdenas Dávila, alias Mosca Loca y Eduardo Núñez Baráybar además de Antonio Díaz Martínez quien purgaba prisión por ser miembro y dirigente de la organización terrorista Sendero Luminoso. Posteriormente se supo que las armas de los amotinados fueron ingresados al penal entre los elementos de una representación teatral que se organizó para la población penitenciaria. Luego de dominados los rehenes, los amotinados los arrinconaron en la parte posterior del tópico de la prisión.
Conocida la noticia de la revuelta, el presidente Fernando Belaúnde Terry instruyó que se inicien las conversaciones para obtener una salida pácifica al incidente evitando mayores brotes de violencia. La Guardia Republicana, que era el cuerpo de orden encargado del control de las prisiones, empezó a tomar posiciones a las afueras del penal y, progresivamente, los medios de prensa - principalmente las televisoras - fueron aglomerándose en las avenidas Alfonso Ugarte y Bolivia y se apostaron en el techo del Colegio Nuestra Señora de Guadalupe vecino a la prisión. Hubo otros medios que alquilaron por horas las ventanas y terrazas de las viviendas colindantes a la prisión para poder realizar tomas desde la altura hacia el interior del penal.

### Primeros hechos y reacción del estado
A las 11:15 a. m. se inició la transmisión en vivo y directo de los incidentes por parte de los principales canales de televisión del país Panamericana y América.
A las 11:50 a. m. llega al lugar el representante del Poder Judicial del Perú, doctor Leoncio Delgado Briones de la Tercera Fiscalía Provincial de Lima. Es a él a quien los amotinados, luego de tomar el control del resto del penal, enviaron un papel con sus exigencias:
Somos 12) Doce Internos Que hemos tomado esta Actitud

porque queremos lo siguiente:

1- Dos Camionetas que no sean 

Cerradas con lunas polarizadas.

2.- Qué despejen la Av. Bolivia.

3.- Qué no nos sigan porque nos llevaremos los rehenes, los cuales

eliminaremos uno por uno, durante el trayecto, siempre y cuando Uds.

nos sigan.

4.- Qué los vehículos se encuentren en buen estado, aceite, gasolina, etc.

5.- Qué (borrón) tengán choferes.-

6.- Qué las camionetas ingresen al Patio

A las 11:55 a. m. los reclusos hicieron explotar un petardo en la puerta del penal generando un movimiento de reacción ante la posible fuga de los amotinados. Quince minutos después, llega el batallón de la Guardia Republicana "Yapan Atic" ("Los que todo lo pueden" en quechua) dirigidos por el comandante Antonio Gálvez S.. Los muros de la prisión se pueblan de francotiradores y expertos en tácticas antisubersivas.
Entre las 12:00 m y la 1:00 p. m. se reunieron a las afueras del penal diversas autoridades como el Prefecto de Lima, el mencionado fiscal, el director del Penal y los jefes policiales quienes intentaron sin éxito iniciar un diálogo.

### Ataques a rehenes
Conscientes de que la televisión transmitía en vivo el motín, los amotinados optaron por sacar de uno a uno a los rehenes, subiéndolos al techo de la prisión para que, amenazados con un cuchillo en la garganta, pidieran a gritos que el Gobierno acceda a los pedidos de los presos.
Casi cuatro horas después de iniciada la revuelta, a la 1:53 p. m., y ante la demora de las autoridades en procurarles el vehículo para la fuga, los delincuentes amotinados decidieron asesinar a uno de los rehenes.
El civil Carlos Rosales fue llevado hacia el techo del penal, a la vista de las cámaras de televisión, rociado con kerosene y prendido fuego. Rosales, en llamas, pudo ser rescatado por miembros de la Guardia República apostados en el muro de la prisión y trasladado con vida al cercano hospital Arzobispo Loayza. Fallecería días después, el 2 de abril de 1984, por la gravedad de sus heridas.
Una hora después, a las 2:56 p. m., los amotinados llevaron al techo a otro rehén, el civil Rolando Farfán quien - a la vista de las cámaras de televisión cuyos canales interrumpieron la programación para transmitir en directo a todo el país este incidente - recibió un disparo en el abdomen de parte del recluso Juan Alberto González Zavaleta, alias Beto, mientras gritaba que no lo maten. Al igual que Rosales, Farfán - herido - pudo ser rescatado por la Guardia Republicana y llevado al hospital Arzobispo Loayza donde pudo recuperarse de la herida.
Finalmente, hacia el final de la tarde - 6:00 p. m. - y sin que hubieran obtenido ninguna respuesta, el civil Walter Corrales logró escapar mientras era trasladado por los amotinados al techo del penal al igual que los anteriores. Corrales, en su intento de fuga, recibió varias cuchilladas en la pierna y un balazo en el abdomen.

### Horas de la tarde
A las 4:25 p. m. se inició un incendio en la sección de enfermería del penal. A las 5:50 p. m. llega el señor Jorge Díaz León de la Comisión de Derechos Humanos de la Cámara de Diputados quien busca entablar una conversación con los amotinados. Frente a él se produce la huida y ataque de Walter Corrales. Ante ello, los amotinados continúan mostrándose violentos ante cámaras cortando el rostro a uno de los rehenes.

### Represión del motín
Durante la noche, a las 9:50 p. m., la Guardia Republicana informó a los amotinados que accedían a entregarles un vehículo. Ingresó una camioneta policial pero, lejos de ser un vehículo para la fuga, se encontraba ocupado por personal de la Guardia fuertemente armado y equipado con bombas lacrimógenas. Luego del ingreso, se cortó el fluido eléctrico del penal y se procedió a abrir fuego tanto por parte de los efectivos que habían ingresado en el vehículo como de aquellos que estuvieron apostados todo el día en el muro del penal. La principal tarea del grupo de asalto era individualizar a los rehenes y alejarlos de la zona de enfrentamiento. Durante el operativo, los familiares de rehenes y reclusos que estaban en los exteriores de la cárcel cayeron en la desesperación.
La operación tuvo un resultado positivo al lograr el progresivo rescate de los rehenes, algunos de los cuales, se encontraban heridos de gravedad como la psicóloga Amelia Ríos de Coloma quien había recibido una bala en la mandíbula. De entre los reos que fueron tomados como rehenes, Nuñez Baraybar y Díaz Martínez fueron rescatados ilesos. No obstante, Guillermo Cárdenas Dávila, alias Mosca Loca, fue degollado por los amotinados quienes mantenían rencillas con él debido a la posición de poder que tenía dentro de la prisión. A las 00:30 a. m. del 28 de marzo, el motín había sido develado dejando un saldo total de 22 fallecidos y 40 heridos.

### Destino de los amotinados
Luego de develado el motín, se informó que el recluso Luis García Mendoza, alias Pilatos, cabecilla del motín y otros dos amotinados fueron muertos en el enfrentamiento con la Guardia Republicana al no hacer caso a las llamadas a la rendición y abrir fuego hacia las fuerzas policiales. Juan Alberto González Zavaleta, alias Beto, fue hallado muerto al día siguiente. Durante el asalto se escondió en su celda y a la mañana siguiente decidió suicidarse quemando su colchón y pegándose un tiro en el corazón. Los demás amotinados fueron capturados por la fuerza policial.

## Consecuencias
Tras el develamiento del motín, el gobierno decidió desalojar el Penal El Sexto que ya venía presentando serios problemas de hacinamiento e inseguridad. La población penitenciaria fue trasladada tanto al Penal San Jorge como al CRAS en el distrito de San Juan de Lurigancho. Dos años después, el penal fue cerrado definitivamente y el terreno que ocupaba fue entregado a la Séptima Región Policial.
La responsabilidad política alcanzó a los ministros del interior, Luis Pércovich Roca y de justicia, Ernesto Alayza Grundy, del segundo gobierno de Fernando Belaúnde Terry de quienes se solicitó su renuncia. Pércovich se mantuvo en el cargo varios meses y luego fue nombrado como Ministro de Relaciones Exteriores. Alayza renunció pocos días después del motín. El episodio, ocurrido en un contexto en el que el Perú ya sufría el ataque de la organización terrorista Sendero Luminoso en la sierra, minó la percepción de la capacidad del gobierno de Belaúnde para detener la violencia en el Perú.
Asimismo, se inició un debate respecto de lo que fue la participación de los medios televisivos durante el motín siendo que éste fue el primer episodio violento que fuera transmitido en vivo por la televisión peruana. Algunas voces se alzaron a señalar que la presencia de los medios resultó perniciosa por cuanto excitó a los reos amotinados quienes se sintieron dentro de una película, haciéndolos actuar con mayor violencia.